# Списки унікальних астероїдів
Список списків, в якому наведені посилання на окремі переліки астероїдів, об'єднаних певними унікальними характеристиками.

## Список
- Список найбільших астероїдів
- Список наймасивніших астероїдів
- Список найяскравіших для земного спостерігача астероїдів
- Список астероїдів з найшвидшим та найповільнішим обертанням
- Список ретроградних астероїдів
- Список астероїдів з великим нахилом орбіти
- Список астероїдів-цілей космічних місій